# 美々津デジタルテレビ中継局
美々津デジタルテレビ中継局（みみつデジタルテレビちゅうけいきょく）は、宮崎県日向市にあるデジタルテレビ中継局である。

## 概要
日向市美々津町、および日向市幸脇地区の一部地域を主な放送区域としている。

## 放送設備

### 所在地
- 宮崎県日向市美々津町（余瀬南方の山斜面）

### 地上デジタルテレビ放送
| ID | 放送局名      | 放送局名      | 物理チャンネル | 空中線電力 | ERP  | 放送対象地域 | 放送区域内世帯数 |
| -- | ------------- | ------------- | -------------- | ---------- | ---- | ------------ | ---------------- |
| 1  | NHK宮崎       | 総合          | 28ch           | 10mW       | 24mW | 宮崎県       | 48世帯           |
| 2  | NHK宮崎       | Eテレ         | 26ch           | 10mW       | 24mW | 全国         | 48世帯           |
| 3  | UMKテレビ宮崎 | UMKテレビ宮崎 | 24ch           | 10mW       | 24mW | 宮崎県       | 48世帯           |
| 6  | MRT宮崎放送   | MRT宮崎放送   | 22ch           | 10mW       | 25mW | 宮崎県       | 48世帯           |

#### 補足
- 2010年8月31日予備免許交付、同9月6日試験放送開始、同10月1日本放送開始[2]。
- 実効輻射電力（ERP）：NHK総合・Eテレ、UMKテレビ宮崎が24mW[3][4][5]、MRT宮崎放送が25mWである[6]。